# Carnuel, Novi Meksiko
Carnuel je popisom određeno mjesto u okrugu Bernalillu u američkoj saveznoj državi Novom Meksiku. Prema popisu stanovništva SAD 2010. ovdje je živjelo 1232 stanovnika. Dio je albuquerqueanskog metropolitanskog statističkog područja.

## Zemljopis
Nalazi se na 35°4′2″N 106°26′56″W / 35.06722°N 106.44889°W (35.067181, -106.448823). Prema Uredu SAD-a za popis stanovništva, zauzima 14,05 km2 površine, od čega 13,97 suhozemne.

## Stanovništvo
Prema podatcima popisa 2010. ovdje je bilo 1232 stanovnika, 521 kućanstvo od čega 338 obiteljskih, a stanovništvo po rasi bili su 78,4% bijelci, 0,6% "crnci ili afroamerikanci", 2,3% "američki Indijanci i aljaskanski domorodci", 0,6% Azijci, 0,0% "domorodački Havajci i ostali tihooceanski otočani", 14,8% ostalih rasa, 3,4% dviju ili više rasa. Hispanoamerikanaca i Latinoamerikanaca svih rasa bilo je 53,3%.